# Anfallstelle
In der Abfallentsorgung bezeichnet Anfallstelle den Ort, an dem zu
entsorgende Abfälle anfallen. Bei Hausmüll etwa sind das die Wohnungen von Endverbrauchern, bei gewerblichen Abfällen die jeweiligen Standorte der Unternehmen und bei gemeinnützigen Sammelstellen der jeweilige Sitz von Vereinen und karitativen Organisationen.
Wenn Abfälle in kleinen Mengen an vielen Anfallstellen anfallen (wie etwa beim Hausmüll), ist die Logistik der Entsorgung aufwändiger. Daher ist die Anzahl der Anfallstellen eine wichtige Größe bei der Planung von Entsorgungslogistik.

## Vergleichbare Anfallstelle
Der Begriff vergleichbare Anfallstelle meint solche Anfallstellen, die den privaten Haushaltungen gleichgestellt sind. Das sind alle Orte, an denen der private Endverbraucher ein Produkt konsumiert und die Verkaufverpackung, analog zu seinem Haushalt, zurücklässt.
Nach § 3 Absatz 11 Satz 2 und 3 VerpackV(neu) zählen dazu insbesondere Gaststätten, Hotels, Kantinen, Verwaltungen, Kasernen, Krankenhäuser, Bildungseinrichtungen, karitative Einrichtungen, Freiberufler und typische Anfallstellen des Kulturbereichs wie Kinos, Opern und Museen, sowie des Freizeitbereichs wie Ferienanlagen, Freizeitparks, Sportstadien und Raststätten.
Vergleichbare Anfallstellen sind außerdem landwirtschaftliche Betriebe und Handwerksbetriebe, die über haushaltsübliche Sammelgefäße für Papier, Pappe und Kartonagen und Leichtverpackungen mit nicht mehr als maximal je Stoffgruppe einem 1.100-Liter-Umleerbehälter im haushaltsüblichen Rhythmus entsorgt werden können.